# 一宮市尾西歴史民俗資料館
一宮市尾西歴史民俗資料館（いちのみやしびさいれきしみんぞくしりょうかん）は、愛知県一宮市起下町211にある博物館。
現代建築の本館、旧林家住宅を用いた別館からなる。美濃路起宿、尾西市の地場産業である尾張縞・毛織物を中心とした資料の収集や展示を行っている。

## 歴史

### 林家の歴史
美濃路起宿に脇本陣が設置されたのは寛永18年（1641年）のことである。享保5年（1720年）には林茂右衛門が脇本陣を譲り受け、船庄屋とともに家業とした。江戸時代中期には国学者である加藤磯足を輩出している。天保12年（1841年）の起宿には本陣1軒、脇本陣1軒、披本陣1軒、問屋2軒、旅籠22軒があった。
1870年（明治3年）には本陣とともに脇本陣が廃止された。1891年（明治24年）に発生した濃尾地震ではそれまでの林家の建物が倒壊した。1913年（大正2年）、9代目当主の林英太郎によって林家住宅が建てられ、その後は裏座敷や北の間などが増築された。昭和初期、10代目当主の林幸一によって日本庭園が整備された。

### 博物館時代
尾西市は2300万円をかけて旧林家住宅を整備し、1983年（昭和58年）5月に起宿記念館が開館した。1986年（昭和61年）には起宿記念館の隣接地に尾西市歴史民俗資料館が開館し、起宿記念館は尾西市歴史民俗資料館別館に改称した。
2002年（平成14年）2月14日、別館が「旧林家住宅主屋及び裏座敷」として登録有形文化財に登録された。2005年（平成17年）4月1日には尾西市が一宮市に編入され、一宮市尾西歴史民俗資料館に改称した。
2014年（平成26年）以後には専門の庭師が旧林氏庭園を手入れするようになった。2019年（令和元年）10月16日、旧林氏庭園が登録記念物に登録された。愛知県では名古屋市の鶴舞公園に次いで2例目である。
一宮市は文化庁の補助を含めて約1億2000万円を投じ、2018年（平成30年）6月から2019年（令和元年）6月に別館の耐震補強・改修工事を実施した。それまで別館が大正初期の建築であることはわかっていたが、梁の墨書きによって1913年（大正2年）の竣工であることが判明している。2019年（令和元年）6月に工事を終えて再オープンした。

## 本館

### 展示
資料や展示物は主に本館に展示されている。別館は建物及び内部が展示の対象である。本館の展示ギャラリー、別館の小会議室、あるいは別館全体を貸しきることも可能。
- 美濃路起宿に関する資料
- 木曽川の舟橋（模型）
- 江戸時代から昭和時代の織機
- イタセンパラの飼育、木曽川の魚類に関する資料

## 別館

### 建築

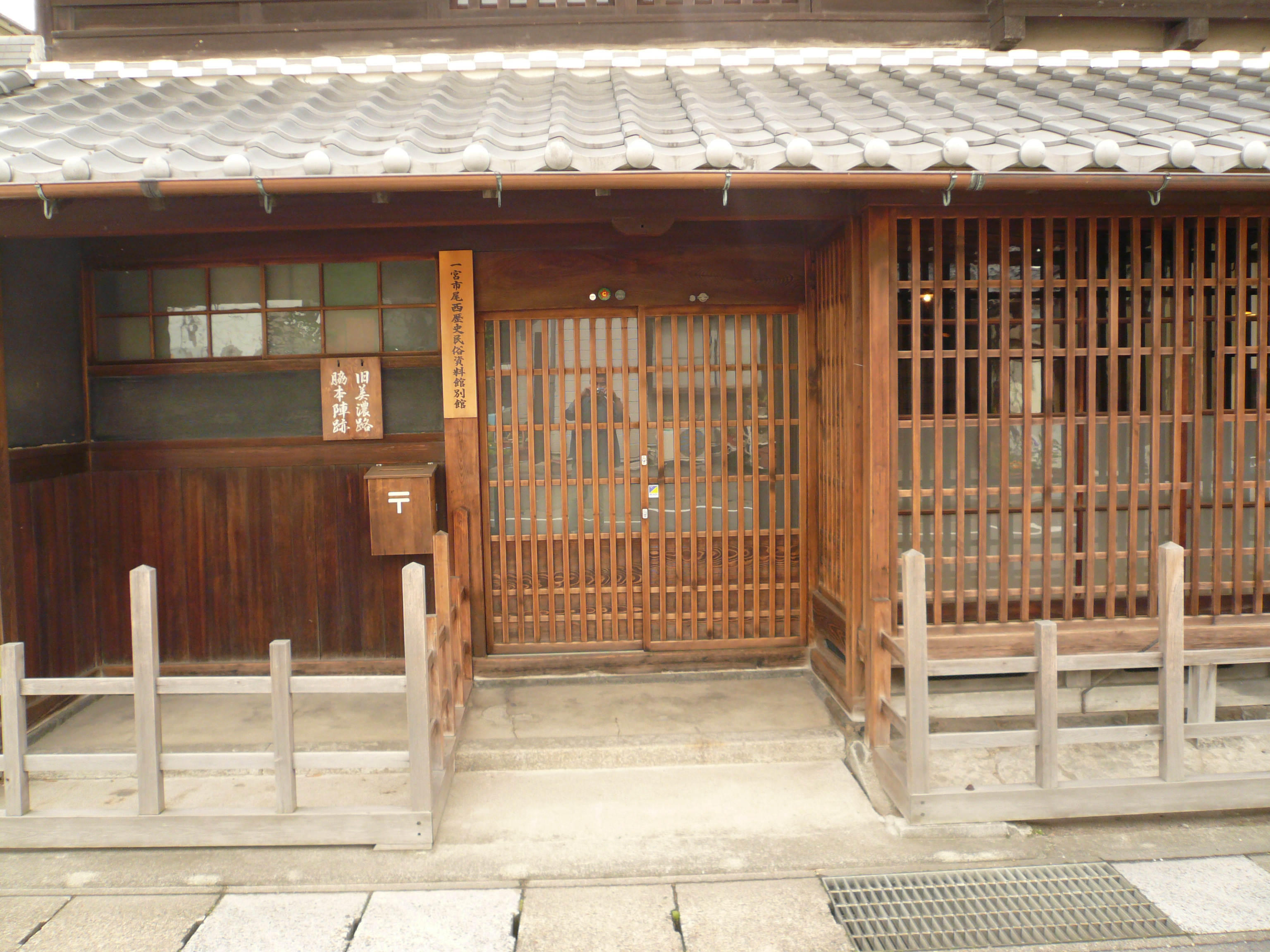
別館の玄関
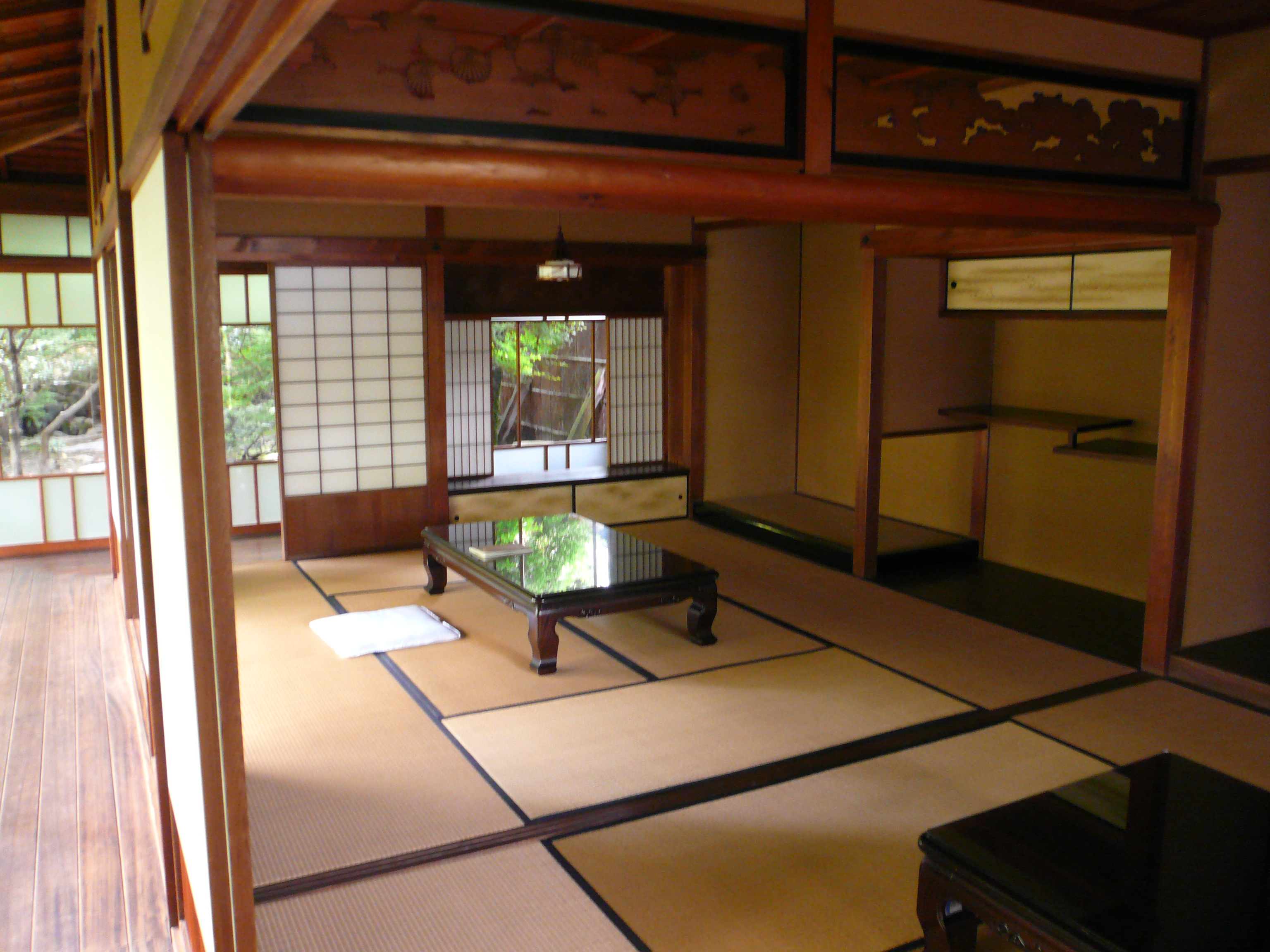
別館の内部

### 日本庭園
日本庭園（旧林氏庭園）の面積は1157平方メートルである。中央の園池、西側の主庭、裏座敷に面する坪庭からなり、主庭には石灯籠や飛び石が配置されている。凝った石組が最大の特徴である。
マツ、イロハモミジ、ドウダンツツジなど、約300本の樹木が植栽されている。秋季には紅葉が楽しめ、2017年（平成29年）11月には約6000人が訪れた。

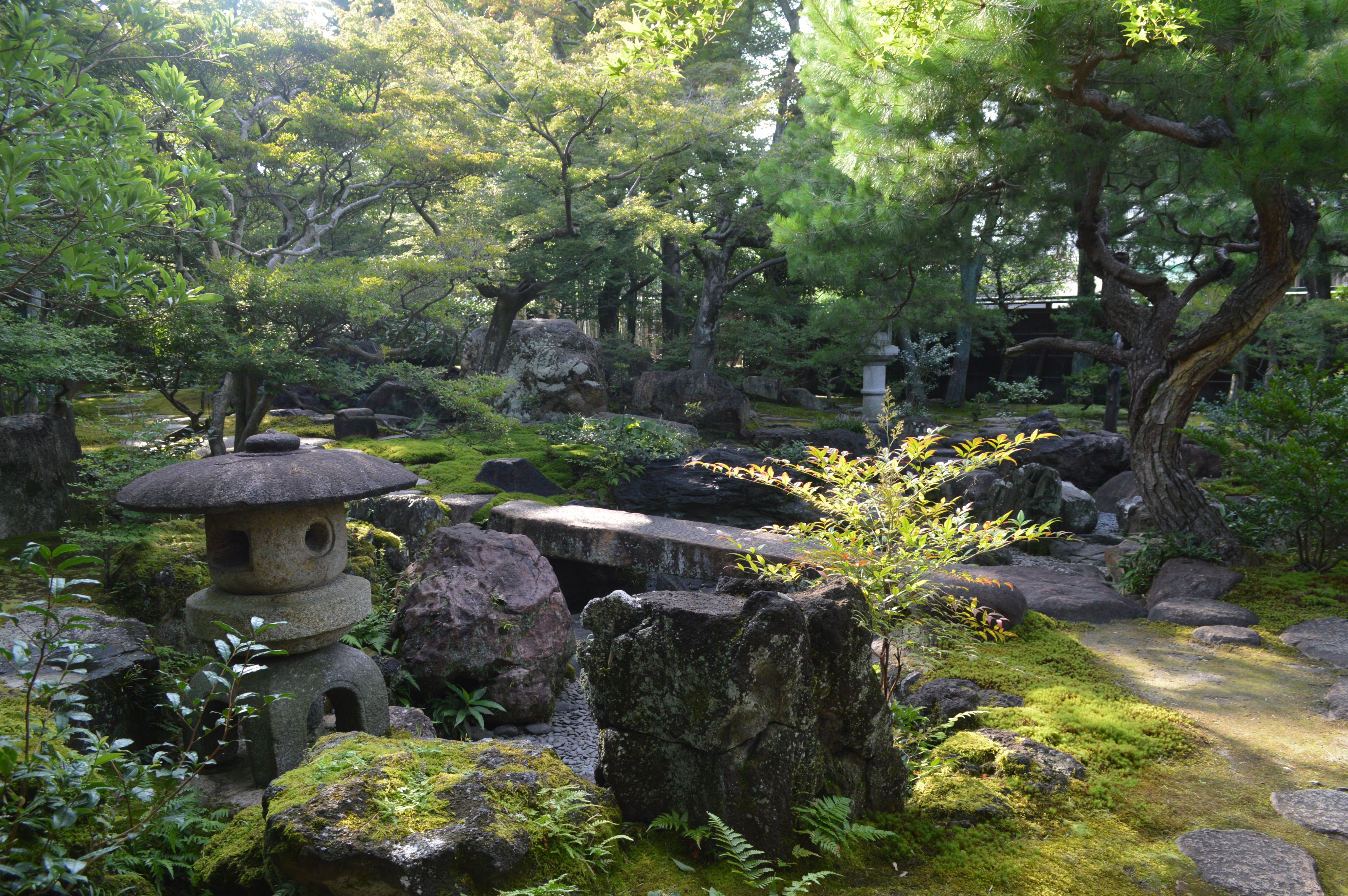
主庭
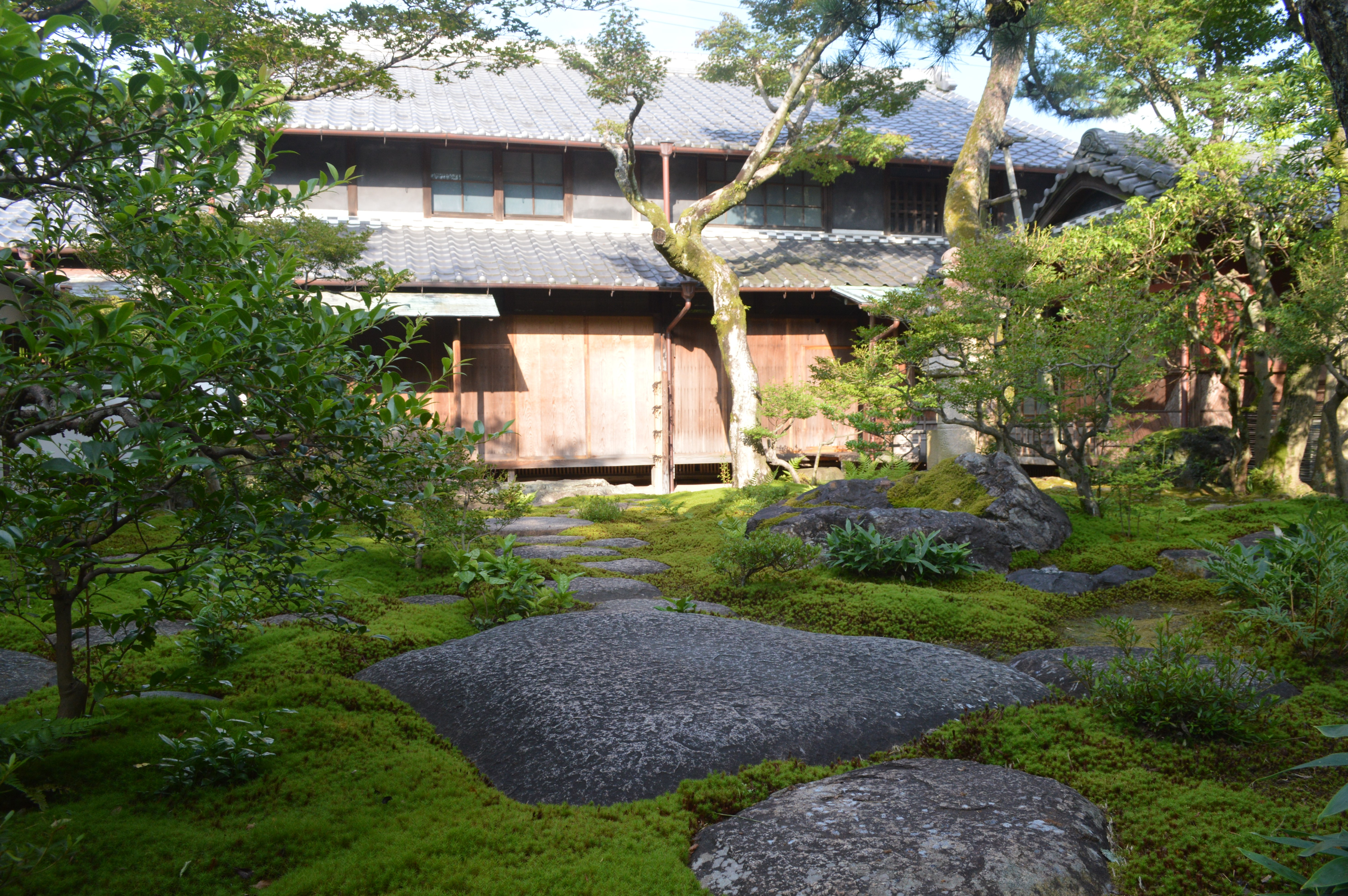
坪庭
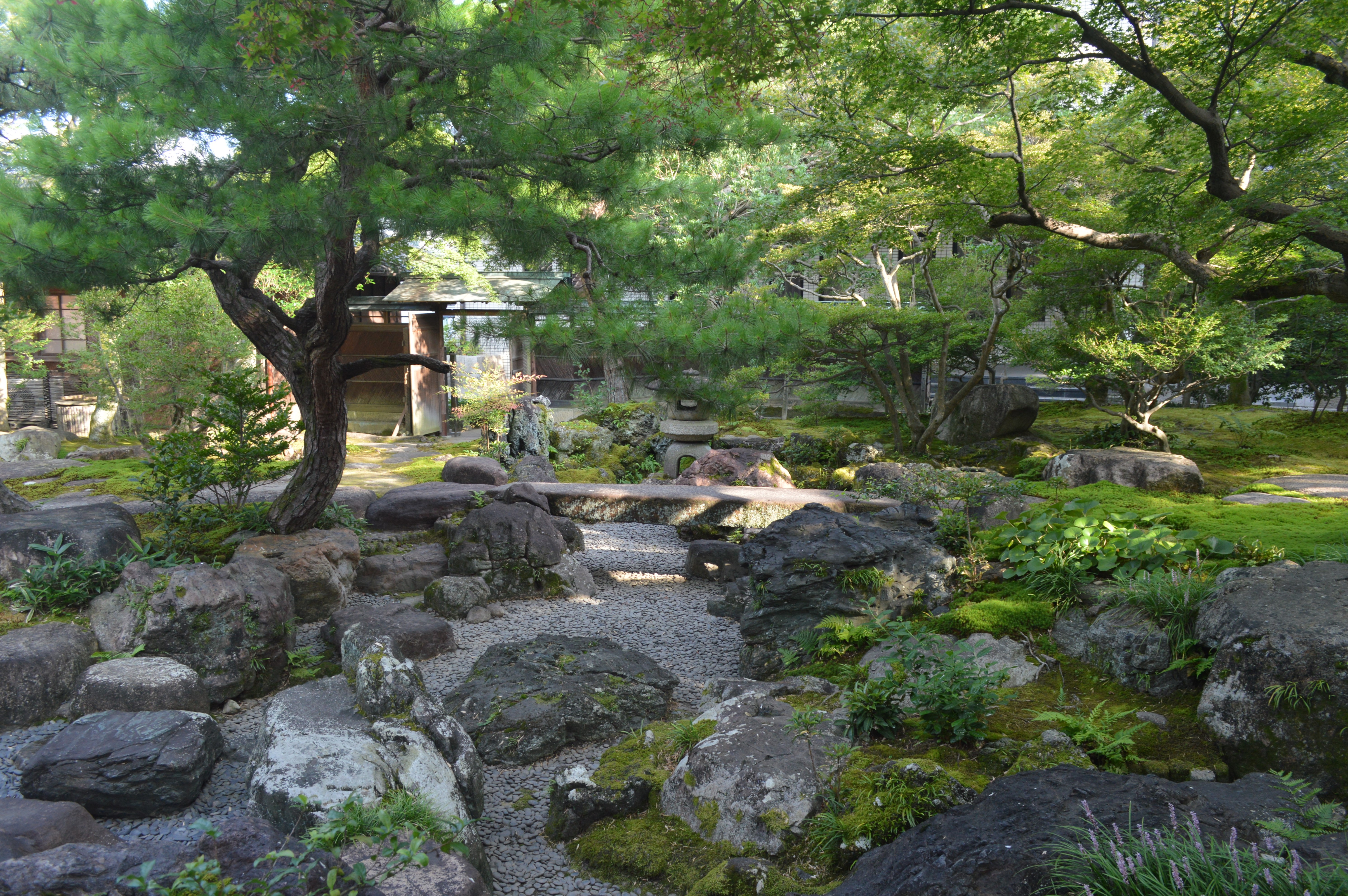
園池
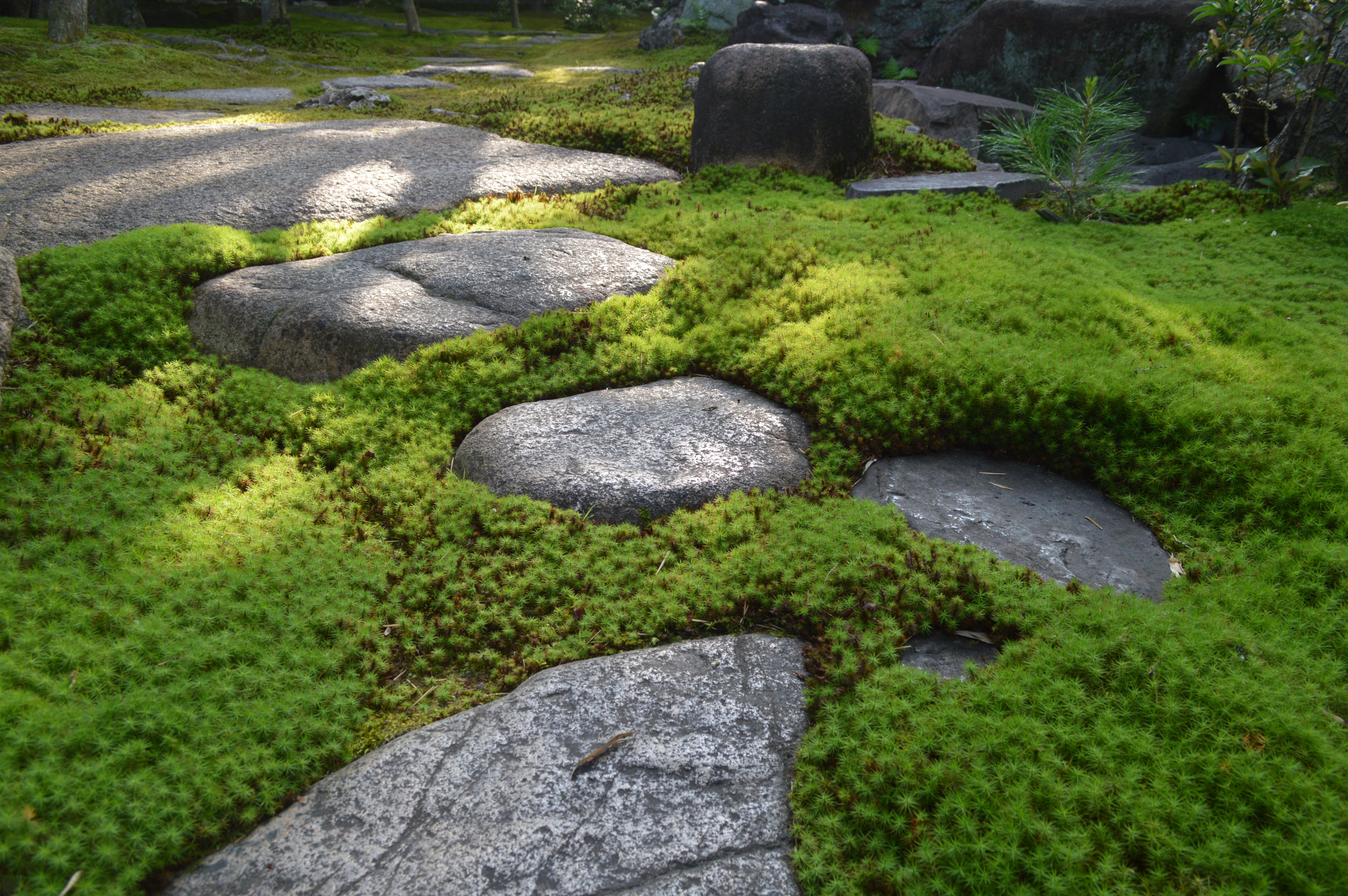
飛び石と苔

## 利用案内
- 開館時間
  - 9時30分から17時
- 休館日
  - 毎週月曜日、休日の翌日、年末年始
- 入場料
  - 無料
- 交通アクセス
  - JR東海道本線 尾張一宮駅または名鉄名古屋本線・尾西線 名鉄一宮駅下車。名鉄一宮駅バスターミナルで名鉄バス「起」行きに乗り換え、「起」バス停下車、徒歩で約5分。